# إدريس الكنبوري
إدريس الكنبوري (1 أكتوبر 1967) باحث أكاديمي ومفكر وشاعر وروائي ومحلل سياسي مغربي. متخصص في الجماعات الإسلامية والفكر الإسلامي.

## مسيرته
حاصل على الدكتوراه في علم مقارنة الأديان من جامعة محمد الخامس بالرباط. مارس الصحافة لمدة عشرين سنة. شارك في عدة مؤتمرات ولقاءات في المغرب وخارجه. يعمل حاليا خبيرًا في الهجرة والتطرف والإسلام في مجلس الجالية المغربية بالخارج في الرباط.

## مؤلفاته
نشر عدة أعمال ترواحت بين الدراسات الفكرية والسياسية والشعر والرواية، كما ترجم العديد من القصص القصيرة والقصائد الشعرية لكتاب وشعراء إسبان وآخرين من أمريكا اللاتينية، نشر بعضها في صحف ومجلات عربية.
- 2003: العراق أولا: المشروع الأمريكي الإسرائيلي في العالم العربي
- 2009: سلفي فرنسي في المغرب: رحلة الأمير التائه من بيشاور إلى طنجة
- 2013: الإسلاميون بين الدين والسلطة: مكر التاريخ وتيه السياسة
- 2014: شيوعيون في ثوب إسلامي: محطات في الإسلام السياسي والسلفية
- 2015: صحافة الزمن الغابر في المغرب: إطلالة على مشهد الصحف المغربية في القرن الماضي
- 2015: زمن الخوف (رواية)
- 2016: وكانوا شيعا: دراسات في التنظيمات الجهادية المعاصرة
- 2016: الرجل الذي يتفقد الغيم (رواية)[6]
- 2018: وجها لوجه مع الشيطان.. جهادي فرنسي في أرض الإسلام، وهو أول كتاب للكنبوري حرّره باللغة الإسبانية، سبق أن نشره في المغرب عام 2009 ثم في مصر عام 2016، وقد أعاد كتابته من جديد باللغة الإسبانية مع شروحات وإضافات أكثر ليكون في متناول القارئ غير العربي.[7]
- 2019: الكافرون (رواية)، وهي أول رواية ورقية مغربية، عن السلفية الجهادية في المغرب.[8]
- 2021: سنموت في أورشليم. رواية عن يهود المغرب.
- 2021: الأسس الدينية والفلسفية لحرية المعتقد في الفكر الغربي الحديث.
- 2021: النص والحاوي: في تفكيك القراءة المعاصرة للقرآن الكريم. محمد شحرور نموذجا.

## روابط خارجية
- إدريس الكنبوري على موقع goodreads.com